# Atlantis (Computerspiel, 1982)
Atlantis ist ein Videospiel aus dem Shoot-’em-up-Genre, das von Imagic im Juli 1982 für das Gerätesystem Atari 2600 veröffentlicht wurde. Es wurde von Dennis Koble geschrieben, der zuvor bereits die Spiele Trick Shot, Solar Storm und Shootin' Gallery für Imagic geschrieben hatte. Das Spiel wurde für Atari-Heimcomputer, den Commodore VIC 20 / C64, das Intellivision und den Philips Videopac G7000 portiert und von Taitos Arcade-Spiel Colony 7 aus dem Jahr 1981 inspiriert.
Das ebenfalls von Imagic entwickelte Spiel Cosmic Ark wird von vielen Spielern als geistiger Nachfolger von Atlantis gesehen.

## Spielprinzip
Im Spiel Atlantis geht es darum, durch das Beschießen von Raumschiffen möglichst viele Punkte zu sammeln. Der Spieler steuert drei Geschütztürme, die schräg nach rechts, schräg nach links und direkt nach oben schießen, wobei der mittlere Turm auf Grund der Tatsache, dass es mit diesem am einfachsten ist, die Raumschiffe zu treffen, am wenigsten Punkte für einen Treffer gibt. Die maximal erreichbare Punktzahl liegt bei 9.999.999, danach setzt sich der Punktezähler auf null zurück. Das Gameplay ist ähnlich zu dem von Star Trek: Phaser Strike.
Die Intellivision-Version enthält zusätzlich zwei Geschütztürme mit einem beweglichen Cursor, der auf feindliche Schiffe gerichtet werden kann. Es gibt auch ein einsatzfähiges Raumschiff, das es mit Feinden aufnehmen kann. Das Spiel bietet Einstellungen für Tag, Dämmerung und Nacht, wobei die Nachteinstellung die Sichtbarkeit auf den Beleuchtungsumfang von zwei sich bewegenden Suchscheinwerfern beschränkt.

## Handlung
Das Spiel spielt in der Stadt Atlantis, das von den sogenannten Gorgon invaders mit Raumschiffen angegriffen wird. Der Spieler steuert die Geschütztürme von Atlantis und muss die Stadt vor der Zerstörung der Gorgon invaders bewahren.

## Rezeption
Die Grafik wurde von der Zeitschrift TeleMatch hervorgehoben. Das kriegerische Spielprinzip wurde kritisiert.

## Destination Atlantis
1982 veranstaltete Imagic einen Wettkampf für Atlantis-Spieler unter dem Namen „Destination Atlantis“. Imagic lud alle Spieler ein, ihnen Bildschirmaufnahmen ihrer Highscores zu schicken. Die Spieler mit dem höchsten Highscore sollten mit dem Spiel Atlantis II belohnt werden. Das Spielprinzip funktioniert ähnlich wie in Atlantis, jedoch ist es schwieriger, weil es mehr, schnellere und stärkere Gegner enthält. Aufgrund seiner Seltenheit gilt das Spiel heutzutage als gesuchtes Sammlerstück.

## Trivia
Wie bei vielen Spielen, die zur Anfangszeit des Atari 2600 erschienen, ist auch Atlantis in zwei Varianten verfügbar, die sich jedoch nur beim Spielmodul unterscheiden: die ursprüngliche Variante hat einen weißen Aufkleber, auf dem alle relevanten Informationen zum Spiel in schwarzer Schrift stehen, während bei der neueren Variante ein Artwork auf dem Aufkleber gedruckt ist.